# جوع عاطفي
يُصنَّف الجوع العاطفي أو (الوهمي) عَلَى أنَّهُ الدَافِع اللاواعي لتنَاولُ الطَّعَام لِلشعور بالسّعَادَة مَعَ حُصُول الجِسْم عَلَى احتياجاته الأسَاسيَّة مِنَ العَنَاصرِ الغِذائيَّة وَالطَّاقَة (الاحتياجات البيولوجية)، وتتحول فِي الأَغلَب إلَى الشُّعُور بالنَّدَم الشَّديد فَوْر تَنَاوُل الطَّعَام مُبَاشرَة. قَدْ يَكُون مَعْدَل الإِحْسَاس بِالمُتعَة لِبَعْض الأَطْعِمَة أعلَى مِنْ غَيْرِهَا.غَيْرَ أنَّهُ تَهْدِف بَرامِج فِقْدَان الوَزْن والتدخلات العلاجية إلَى التّحَكُّم أَو تَعْويض شُعُور اشْتِهاء الطَّعَام لِلإِحْسَاس بِالسَّعَادَة.

## خَلْفِيَّة الْجُوع

جوع وهمي

علَى الرّغْم منْ أَنَّ الجُوع يَنْشَأُ عَنْ نَقْصِ فِي العَنَاصِر الغِذَائيّة وَالطَّاقَة، كَمَا هوَ مُتَوقع فِي نَظَرِيّات تَحْدِيد نُقْطَة الشُّعُور بِالجُوع وَالأَكْل، إلا أَنْ الشُّعُور بِالْجُوع قَدْ يَنْشَأُ بِشَكْل غَيْر مُتَوَقَّع عَنِ الإِحْسَاسِ بالمُتْعَة الَّذِي يُسبّبُه تَنَاوُلُ الطَّعَام، بِمَا يَتَطَابَق مَع منظور الحَافِز الإِيجَابِيّ.لِذَلِك يَخْضَع الأَكْل وَالْجُوع للتحكم فِي التغذية الرَّاجِعَةُ مِنْ التَوازُن الجسْمَانِيّ وَالإحْسَاس بِاللذة وَالعَمَليّات الإدرَاكِيّة.
كَانَت لِلأَطْعِمَة ذَات السعرات الحرارية العَالِيَة مَعنَى يحْمَل قِيمَة المُكَافَأة عِنْد تَناوُلهَا طِوَال مَرَاحِل تطورها.إنّ وُجُودَ الطَّعَام المَرْغُوب (أو «اللذيذ») أَو مُجَرَدُ تَوَقُّعُه يَجْعَل المَرْء جائعًا. الجُوع الوهمي شَبيهَ بالأنشطة الّتِي تَحَرُّكِهَا أيضاً الْمُتْعَة مِثْل تَعَاطي المُخَدّرات والمقامرة.غَيرَ أَنّهُ يُمكِن أَنْ تُؤَدّيَ القَابليّة لِرُؤية الطَّعَامِ أَوْ شَمُّه (الإشارات الغذائية) إلَى الإِفرَاطِ فِي تَنَاوُلِ الطَّعَامِ فِي مُجْتَمَعِ يتوافر به أغذية غَنيّة بالسعرات الحرارية وأسعارها فِي مُتَناولِ الْيَد. وَقَد يَتَجاوَز الْأَكْل فقَط لِأَجْلِ هَذَا الشُّعُور قَدّرَة الجِسْم عَلَى تَنْظِيم عَمَلِيَّة الِاسْتهلَاك مَعَ الشّبَع.

## تَنَوُّع الْغِذَاء
وَيعكس «تقييم مَدَى السعادة» (Hedonic Rating) للأَطعمة ذَات السعرات الحرارية العَاليَة بِأن هَؤلَاء الأَفرَاد أَكثَر عرضَه لِأَكل حَتّى وَإِن لَمْ يَكونوا جائعين. عَلَى سَبيل المثَال يَعكِس التّصوير بِالرّنِين المَغناطِيسِي الوظيفي (الرنين المغناطيسي) إلَى أن الفئرَان المطعمة تُظهر تَفضيلًا كبِيرًا لخليط مِن الدهون والكربوهيدرات فِي شَكل رَقائِق البطاطس مُقارنة بغذائهم الاعتيادي أَو الطّعَام المحتَوي عَلَى المَوادّ الغذَائِية الرّئيسيَّة. يَعتَقد البَاحِثُون أَنَّ الإِفرَاط فِي تَنَاولِ الطَّعَام دُون حَاجة الجِسم للطاقة يَرجِعُ إلَى التّعَرض المُتَكرر للطّعَام الشهي.

## التّفَاوُت بَيْنَ الأَشْخَاص
قَدْ يَكُون الأفرَاد قَدْ زَادُوا مِن قابليتهم لِلجوع العاطفي استِجَابةٌ للإشارات الغِذائِيّة البيئية، قَدْ يُؤَثرُ الاخْتِلَاف الجيني عَلَى الجوع العاطفي. قَدْ يَكُونُ الاخْتِلَاف فِي مستويات الجوع الوهمي مِنْ شَخص لآخَر هُوَ المفتَاح فِي تَحديد النَّجَاح فِي أسَالِيب إنقَاص الوَزن وَقَدّرَة الشّخص عَلَى التّعامُل مَعَ الأَطعِمَة المشهيّة المتوفرة بِسُهُولَة. لتقييم هَذَا، تَمَّ تَطويرُ مِقيَاس قُوَّة الغِذَاء (PFS) الذِي يُحَدد تَوَقّع شَهِيَّة الشّخص (وليس الاستهلاك)،فالأشخاص الذِين يُفرِطُون فِي تَنَاوُل الطَّعَام وَالأفرَاد الذِين يُعَانُون مِن السُّمنَة المُفْرِطَة أَوالذِينَ يُعَانُون مِنِ اضْطِرابات الأَكلِ مِثلُ فِقدَان الشهيّة العَصَبيّ (anorexia nervosa) سجلوا دَرَجات أَعلَى فِي PFS مِنْ الطُّلَاب الجامعيين مِنْ النّوعِ المُقيّدُ (هوتجنب الشَّخص تَنَاوَل أطعِمه مُعَيّنَة مَعَ حُصُولهُ عَلَى الطَّاقَة وَالقَيِّم الغِذَائيّة المطلوبة) وَالوَزن الطَّبيعيّ، وَيُؤدّي انخِفاضِ دَرَجَة PFS إلى نَجَاح أَفضلُ فِي إنقاص الوَزْن.

## قُوَة الغِذَاء
قوَّة الغِذاء وَالتِي تُقَاس بمَدى رَغبَة الشّخص فِي العمَل لِلحُصُول عَلَى الطّعام، يُعَد الطّعَام مِن القُوى الكَبِيرة التِي تدفعُ الشّخص للأَكل، وَقَد يَتأَثر بعدة عَوامل مِنهَا لذّة الطّعَام وتَنوّعه أو حَتّى الحِرمَان مِنْه، وَقد تَكُون عاملاً أكثَر قُوّة لتنَاوُل الطّعَام مِنْ الجوع العاطفي. كَمَا أنّه مَدفُوع أيضًا بالمخاوف المُرتَبِطَة بشَأن الشّبع المُتَوقع (فهو يَعلَم بأنهُ سيشبع بَعْد فَترَة فيبالغ فِي أكل الطعام) والجُوع الذِي قَدْ يَحدث فِي الفَترَة الفَاصِلَة بَين الوجبات (معرفته بأنَّه سيجوع تَدفَعُه لأكل المَزِيدَ مِنْ الطعام). تَعتَمد مَدَى الإستِجَابة لهَذه القوَّة عَلَى نَشَاط الدوبامين فِي الدّمَاغ، فتثبيط نَقَل الدوبامين يُؤَدّي إلَى زيَادَة تركيزه فِي الدّمَاغ، مِمّا قَدْ يؤَثّر عَلَى تَقلِيل تَناول الطَّعَام لَدَى الذين يُعَانُون مِن السُّمنة المُفرطة.

## العِلَاج
مِنَ الناحِيَة المفاهيمية، قَد تستهدف بَرامِج فِقدان الوَزن للسيطرة عَلَى الجوع الوهمي. إنّ اتّبَاع أسَالِيب النظَام الغذائي الأَكثَر فَائِدَة لأولَئك الذِين يُعَانون مِنْ زِيَادَة الأَكل مَعَ غَيْرِ الشُّعور بالجُوع، وَذَلكَ مِنْ شَأنهِ أنْ يُسَاعد النّاس عَلَى تَعْدِيل مَدَى تَنَاوُلهِم لِلطّعَام أَو اشتهائه، عَلَى سَبيل المِثَال قَدْ يَكُونُ الفشار المَصنُوع مِنْ الحُبُوب الكَامِلة خياراً أفضَل مِنْ رَقائق البطاطس نظرًا لانخفاض كمّية السعرات الحرارية وَزيَادته مِنْ مُستوى الشُّعُور بِالشّبع. تُؤَدّي إضَافة الألياف الغذَائِيّة إلَى الأَطعمَة والمَشرُوبات إلَى زِيَادَة الشُّعور بالشّبع وَتَقليل تَنَاول الأَغذيَة الغنيَة بالسعرات الحرارية فِي الوَجبَة التّالية، كَما أنّ الأَغذيَة قَليلة السعرات الحرارية قَدْ تَكُون ذَات قوّة عَاليَة علَى الإِشبَاع وهِي مِنْ الأدَوَات المُفيدَة للتحكم في الوَزن، وَقَدْ تبيّنَ أنَّ الشبَعَ مَعَ مشروبات الزَّبَادِي يَكُون أكبرُ مِنْ عَصِيرِ الفَاكِهَة، وَكَان الزَّبادي مساوياً مَع الزّبادي قَليل الكَثافَة ذِي الطَّاقة مع الإينولين (Inulin) والزّبادِي عَالي الكَثَافة ذِي الطّاقَة. قَدْ يعمَل الأشخَاص ذَوو دَرَجَات PFS العاليَة بِشَكل أفضَل مَعَ نِظَام استبدَال الوجبات.
قَد تُؤثّر الأدوِيَة عَلَى الجوع العاطفي. محرضات ("Agonist"، موَادّ لَهَا القُدرَة عَلَى الارتبَاط بالمستقبلات) الببتيد1 (GLP1) الشَّبيهة بالجلوكاجون، مِثل exenatide «إكسيناتيد» وliraglutide، والتِي تُستخدَم لمَرَض السُّكَّري، قَد تُسَاعد فِي قَمع سُلُوك المُكافأة الغِذَائيّة. كَمَا ذُكَر فإِنّه يُؤدي تَثبيط نَقل الدوبامين دَاخل الدِّماغ إلَى زِيَادة تَركيز الدوبامين، مِمّا يُقللَ مِنْ تَناوُل الطَّعَام. عَلَى الرَّغم مِنْ الأسُس النظريّة، فَإِن مضادات الأَفيُون «مواد مخدرة» كعوامل لَمْ تَظْهر بشَكل عَام فَائدة سريرية كَبِيرَة.وَمعَ ذَلِك، فَقَد أشَارَت البَيانَات الأَوليّة إلَى وجُود تَأثيرَات تآزرت مَع العِلَاج المتزامن للمستقبلات الأفيونية ومستقبلات الدوبامين أو القُنّب.
أمّا بالنّسبَة للجراحة فَقَد تُؤَثّر أنوَاع جرَاحَات السُّمنَة المُختلفَة عَلَى الجوع الوهمي خَاصةً إذَا كَانَت مَصحُوبَة بتدخلات استشارية تُقَلّل مِن دوافع السعادة التلقائيّة عِنْد الأكل. قَد تَعمَل هذِه العَمليّات الجرَاحيّة جزئيًا عَنْ طَرِيق تَعْديل إنتَاج هرمونات الجهَاز الهَضمِي، لا سيّمَا عَنْ طَريق زيَادَة الببتيد الشَّبيه بالجلوكاجون -1 والببتيدPYY) YY)، كَمَا كَانَ تَقليل هرمون الجريلين (Ghrelin) «هرمون الجوع» غَيْر ثَابِت.

## الآلِيّات الفسيولوجية
يُظهَر الجُوع الوهمي ارتباطاً إيجابيًا بَيْن بلازما (endocannabinoid 2-arachidonoyl glycerol) (2-AG) (نبات القنب) والجريلين (Ghrelin) أثنَاء تَنَاول الطّعَام وَاستهلَاك الطّعَام مِنْ أجْل الاستِمتَاع، وَيَتَميز بزيَادَة المستويات لِكُل مِنْ الببتيدات. وَهَاتان الإِشارَتَان الكيميائيتان الذاتيَّة المَنشأ (endogenous) تؤثران عَلَى تنَاوُل الطّعام، وفِي النّهايَة عَلَى كُتلة الجِسم.